# Suzanne Carrell
Pour les articles homonymes, voir Carrell.
Suzanne Carrell, née le 6 mars 1923 à Albi et morte le 21 avril 2019 à Saint Augustine, est une éducatrice retraitée franco-américaine et une récipiendaire de l'ordre des Palmes académiques, de l'ordre national de la Légion d'honneur, et de l'ordre national du Mérite. Elle est la cofondatrice de l'Alliance française de Jacksonville et un personnage clé du Congrès de la culture française en Floride à Orlando,,.

## Éducation
Après la Seconde Guerre mondiale, Suzanne Carrell étudie à l'université d'Alger, où elle obtient une maîtrise de langues étrangères et d'humanités. En 1954, elle devient enseignante à l'université de Jacksonville, après avoir déménagé en Floride avec son mari, qui est capitaine dans l'armée américaine.

## Carrière
En 1961, Suzanne Carrell cofonde une branche locale de l'Alliance française à Jacksonville,. L'année suivante, elle facilite le déménagement du Congrès de la culture française en Floride à l'université de Jacksonville, où l'organisation scolaire reste plusieurs années. Suzanne Carrell continue ses œuvres[pas clair] pendant que l'université s'agrandit, jusqu'à la création de son propre département de langue française, qui existe sous le nom de « French as a Foreign Language »,.
Pendant toute sa durée[De quoi ?], de 1980 à 1986, Suzanne Carrell promeut le jumelage entre Jacksonville et Nantes. Depuis sa création, grâce à des subventions du gouvernement français, la « bourse Suzanne Carrell » est proposée aux étudiants qui participent au Congrès de la culture française. Pour les étudiants méritoires en français, cette bourse leur permet de passer un été de leur scolarité en France.
Après sa retraite prise en 1989, Suzanne Carrell reste membre de toutes ces organisations et continue à être célébrée pour sa contribution au renforcement des liens culturels entre les États-Unis et la France.

## Prix et distinctions
- En 1967, Suzanne Carrell est décorée chevalier de l'ordre des Palmes académiques[2].
- En 1980, une bourse du Congrès de la culture française en Floride est créée en hommage Suzanne Carrell. Elle existe encore de nos jours[6].
- En 2002, Carrell est décorée par le président français Jacques Chirac chevalier de l'ordre national de la Légion d'honneur[5].
- En 2012, Carrell est décorée par le consul général de France Gaël de Maisonneuve officier de l'ordre national du Mérite[4],[7].